# O Porriño
O Porriño település Spanyolországban, Pontevedra tartományban. O Porriño Mos, Vigo, Gondomar, Tui, Salceda de Caselas és Ponteareas községekkel határos. Lakosainak száma 20 711 fő (2024).

## Népesség
A település népessége az elmúlt években az alábbi módon változott:
| Lakosok száma | 16 076 | 16 527 | 16 745 | 17 475 | 18 543 | 18 508 | 19 600 | 19 848 | 20 408 | 20 711 |
|               | 2001   | 2004   | 2007   | 2009   | 2012   | 2014   | 2017   | 2019   | 2022   | 2024   |